# Два другара
Два другара је југословенска и српска телевизијска серија комичног карактера из 1976. године. Серију је режирао Андрија Ђукић, док су сценарије писали Вук Љутица и Слободан Стојановић. Премијерно је приказивана 1976. године на ТВ Београд, а снимљено је 8 епизода.

## Епизоде
| Сезона | Епизода | Назив                   | Датум             |
| ------ | ------- | ----------------------- | ----------------- |
| 1      | 1       | Златоусти               | 6.новембра 1976.  |
| 1      | 2       | Испит зрелости          | 13.новембра 1976. |
| 1      | 3       | Љубавно писмо           | 20.новембра 1976. |
| 1      | 4       | Љубав                   | 27.новембра 1976. |
| 1      | 5       | Насеље Тијане Јовановић | 4.децембра 1976.  |
| 1      | 6       | Драги тата              | 11.децембра 1976. |
| 1      | 7       | Свадба                  | 18.децембра 1976. |
| 1      | 8       | Одлазак                 | 25.децембра 1976. |

## Улоге
| Глумац                     | Улога                                     |
| -------------------------- | ----------------------------------------- |
| Драган Зарић               | Радуле (8 еп. 1976)                       |
| Мирослав Жужић             | Јова (8 еп. 1976)                         |
| Неда Арнерић               | Тијана (8 еп. 1976)                       |
| Олга Станисављевић         | Тијанина мајка (5 еп. 1976)               |
| Драгољуб Милосављевић Гула | Радулов отац Вуксан (4 еп. 1976)          |
| Славка Јеринић             | Радулова мајка Љубица (4 еп. 1976)        |
| Милан Ерак                 | Лазар (3 еп. 1976)                        |
| Весна Ђапић                | (2 еп. 1976)                              |
| Даница Аћимац              | (1 еп. 1976)                              |
| Младен Барбарић            | (1 еп. 1976)                              |
| Весна Чипчић               | (1 еп. 1976)                              |
| Богдан Девић               | (1 еп. 1976)                              |
| Никола Јовановић           | Командант омладинске бригаде (1 еп. 1976) |
| Миодраг Мики Крстовић      | (1 еп. 1976)                              |
| Предраг Лаковић            | Шеф сале (1 еп. 1976)                     |
| Зинаид Мемишевић           | (1 еп. 1976)                              |
| Зоран Миљковић             | (1 еп. 1976)                              |
| Злата Нуманагић            | (1 еп. 1976)                              |
| Миодраг Поповић Деба       | (1 еп. 1976)                              |
| Радисав Радојковић         | (1 еп. 1976)                              |
| Јелица Теслић              | Сервирка у мензи (1 еп. 1976)             |
| Љубомир Убавкић            | (1 еп. 1976)                              |
| Јелена Тинска              | (непознат број епизода)                   |

Комплетна ТВ екипа  ▼
| Редитељ              | Андрија Ђукић        | (8 еп. 1976)            |
| Сценариста           | Вук Љутица           | (8 еп. 1976)            |
| Сценариста           | Слободан Стојановић  | (8 еп. 1976)            |
| Директор фотографије | Војислав Лукић       | (непознат број епизода) |
| Директор фотографије | Божидар Бота Николић | (непознат број епизода) |
| Mонтажер             | Милада Рајшић        | (8 еп. 1976)            |
| Сценограф            | Никола Теодоровић    | (8 еп. 1976)            |
| Уметнички директор   | Слободан Рундо       | (непознат број епизода) |
| Костимограф          | Мира Чохаџић         | (непознат број епизода) |